# Fabio Gamberini

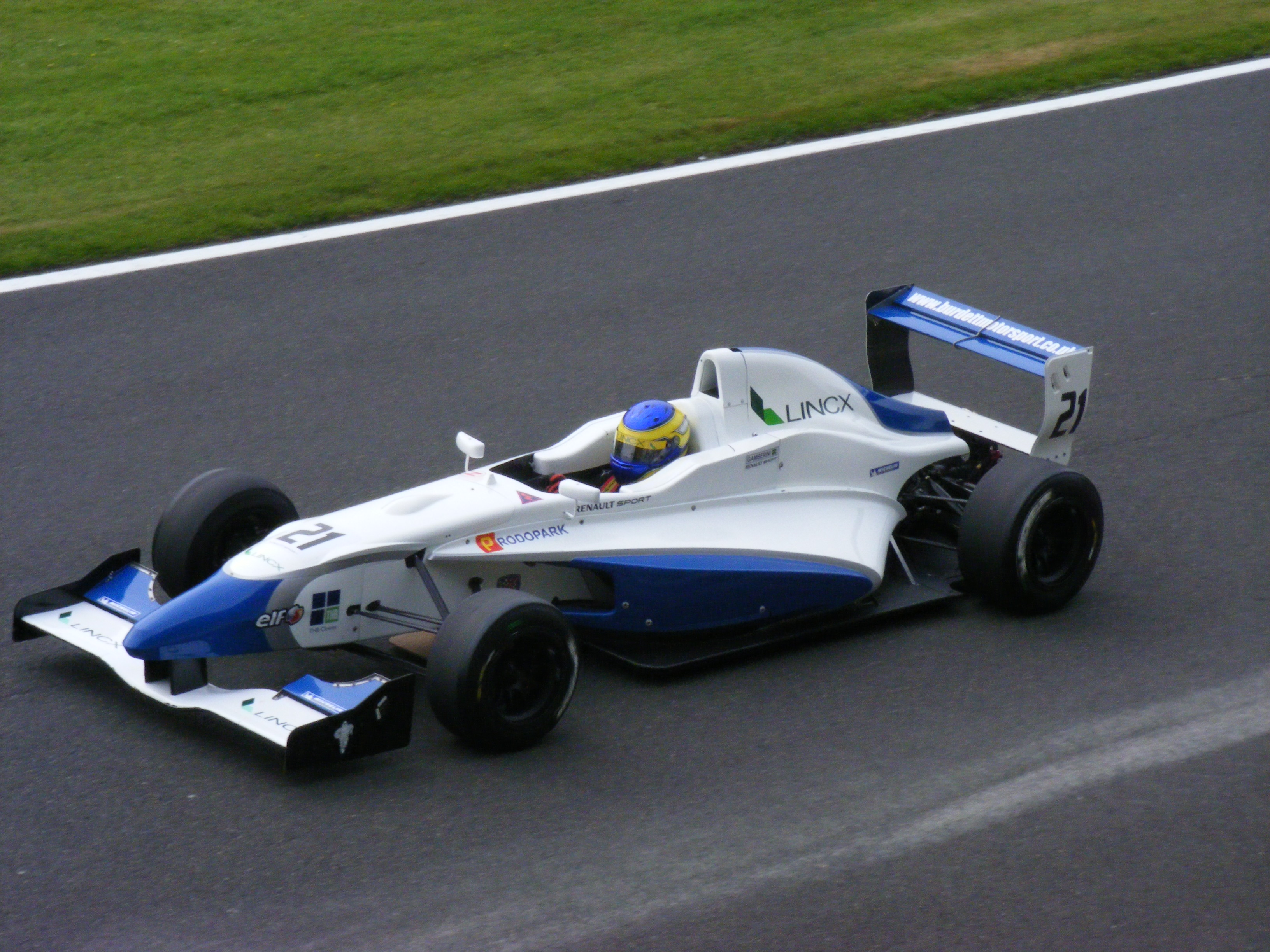
Fabio Gamberini (2010)

Fabio Gamberini (* 22. September 1992) ist ein ehemaliger brasilianisch-britischer Automobilrennfahrer.

## Karriere
Gamberini begann seine Motorsportkarriere im Alter von acht Jahren im Kartsport, in dem er bis 2007 aktiv war. Unter anderem wurde er 2005 brasilianischer Kartmeister in der Junior-Menor-Kategorie. Nachdem er 2008 bereits Testfahrten in Formel-Ford-Fahrzeugen absolviert hatte, wechselte er 2009 in den Formelsport und trat in der britischen Formel Ford an. Er wurde 15. in der Gesamtwertung sowie Dritter in der Scholarship Class. 2010 nahm er an der britischen Formel Renault teil und schloss die Saison auf dem 15. Platz in der Meisterschaft ab.
2011 wechselte Gamberini in die European F3 Open zum Team West-Tec. In Spa-Francorchamps erzielte er seinen ersten Sieg in dieser Rennserie. Am Saisonende war er Dritter in der Fahrerwertung hinter Alex Fontana und David Fumanelli. Die Copa-Wertung gewann er mit 10 Siegen aus 16 Rennen. Darüber hinaus debütierte Gamberini 2011 in der FIA-Formel-2-Meisterschaft bei der Veranstaltung auf dem Nürburgring. Er erzielte keine Punkte. 2012 absolvierte Gamberini nur ein Rennwochenende für Atech CRS GP in der GP3-Serie. Die zwei Rennen absolvierte er mit britischer Lizenz. Dabei holte er einen Punkt.

## Statistik

### Karrierestationen
| - 2001–2007: Kartsport - 2009: Britische Formel Ford (Platz 15) | - 2010: Britische Formel Renault (Platz 15) - 2011: European F3 Open (Platz 3) | - 2011: Formel 2 - 2012: GP3-Serie (Platz 20) |